# 1995년 대한민국의 영화
다음은 1995년에 대한민국의 영화에 관한 서술한다.

## 흥행 주요 기록
흥행 당시에 외화 1위는 〈다이하드 3〉이 관객수 서울 97만 9천명을 세웠고, 방화 1위는 〈닥터봉〉이 관객수 서울 396,443명을 기록했다. 앞서 2위 〈테러리스트〉 (32만명), 3위 〈개 같은 날의 오후〉 (27만명), 4위 〈아름다운 청년 전태일〉 (23만명), 5위 〈돌아온 영웅 홍길동〉 (204,240명), 6위 〈돈을 갖고 튀어라〉 (16만7천명), 7위 〈리허설〉 (16만명), 8위 〈손톱〉(14만 명) 흥행이 차지하였다. 따라서 관객동원율은 외화가 줄고, 방화가 늘었다.

## 이벤트 및 수상
- 제31회 백상예술대상
- 제33회 대종상 영화제
- 제15회 한국영화평론가협회상
- 제16회 청룡영화상
- 제19회 황금촬영상
- 제6회 춘사예술영화상

## 같이 보기
- 1995년 영화
- 대한민국의 영화